# Litoria littlejohni
Espèce
Statut de conservation UICN

 LC  : Préoccupation mineure
Litoria littlejohni est une espèce d'amphibiens de la famille des Pelodryadidae.

## Systématique
L'espèce Litoria littlejohni a été décrite en 1994 par les herpétologistes australiens Arthur William White (d), R. W. Whitford (d) et Michael Joseph Mahony (d).

## Répartition

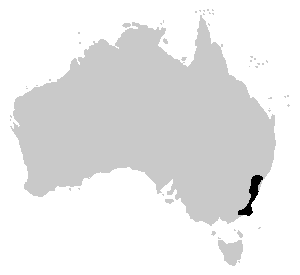
Distribution

Cette espèce est endémique d'Australie. Elle se rencontre du centre de la Nouvelle-Galles du Sud à l'Est de l'État du Victoria entre 850 et 1 000 m d'altitude de l'Est de la cordillère australienne à la proximité de la côte.

## Habitat
L'animal vit dans les marais, barrages, mares, mais aussi dans les forêts plus en hauteur.

## Description
Les mâles mesurent de 40 à 51 mm et les femelles de 52 à 68 mm.

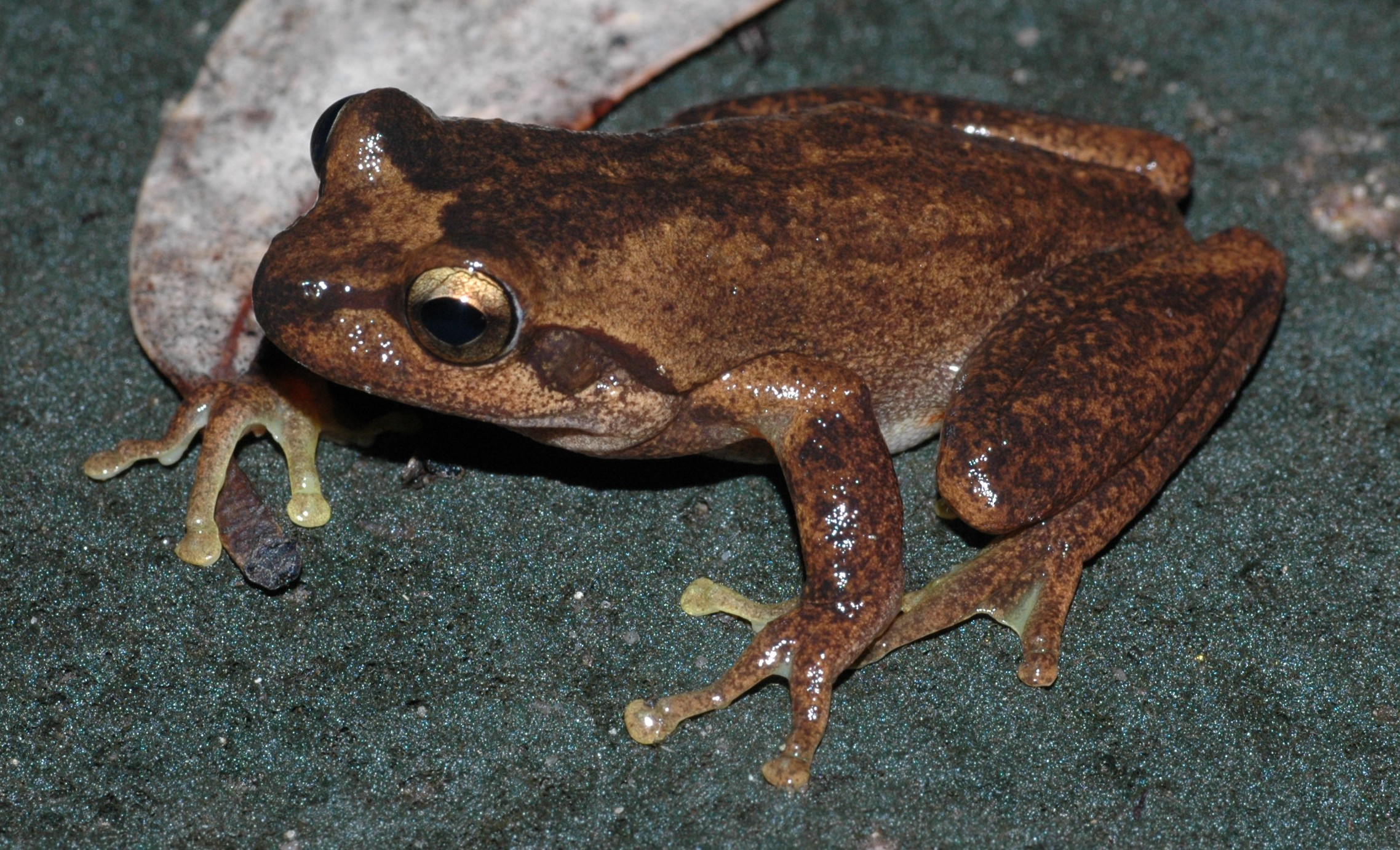
Litoria littlejohni.

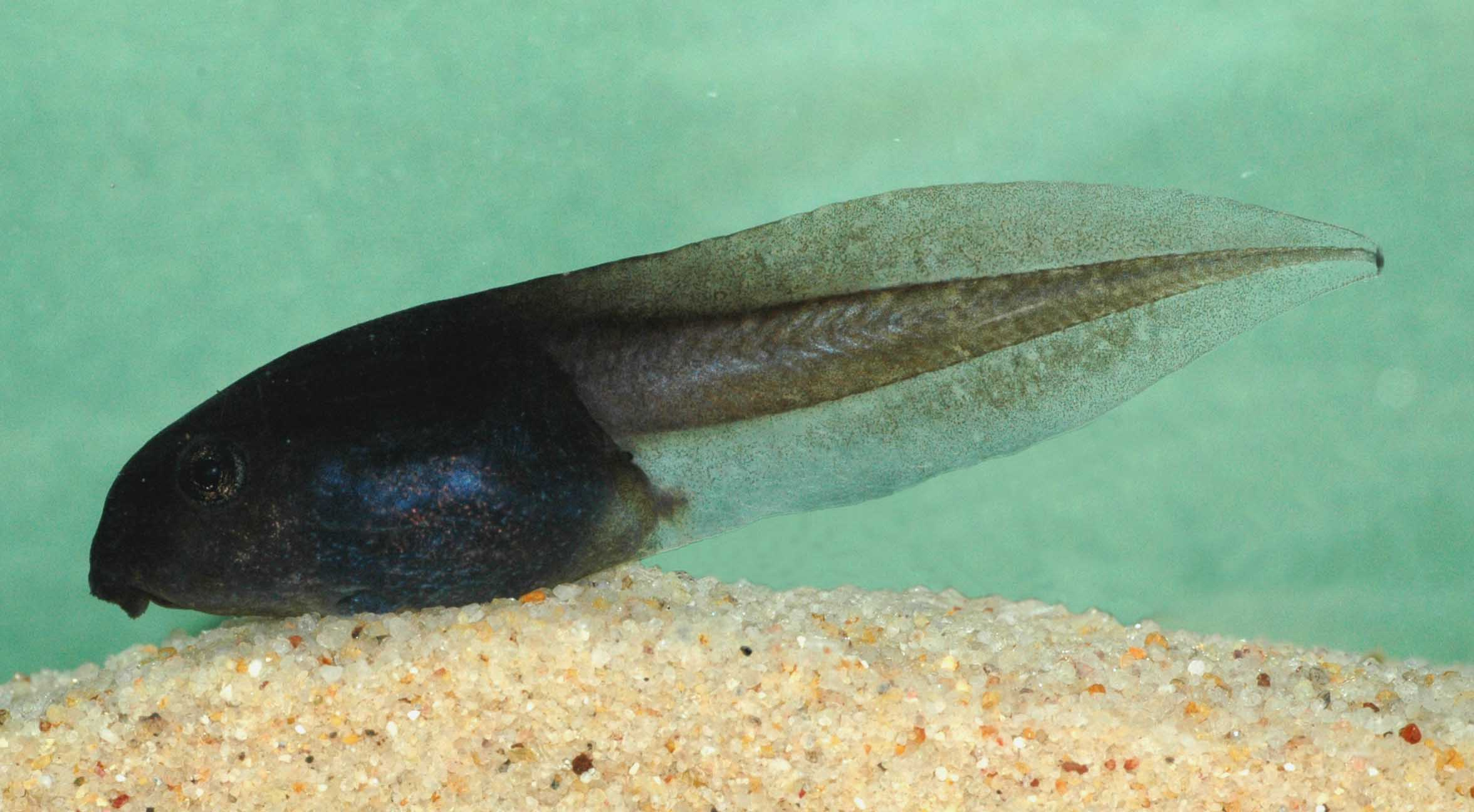
Têtard de Litoria littlejohni.

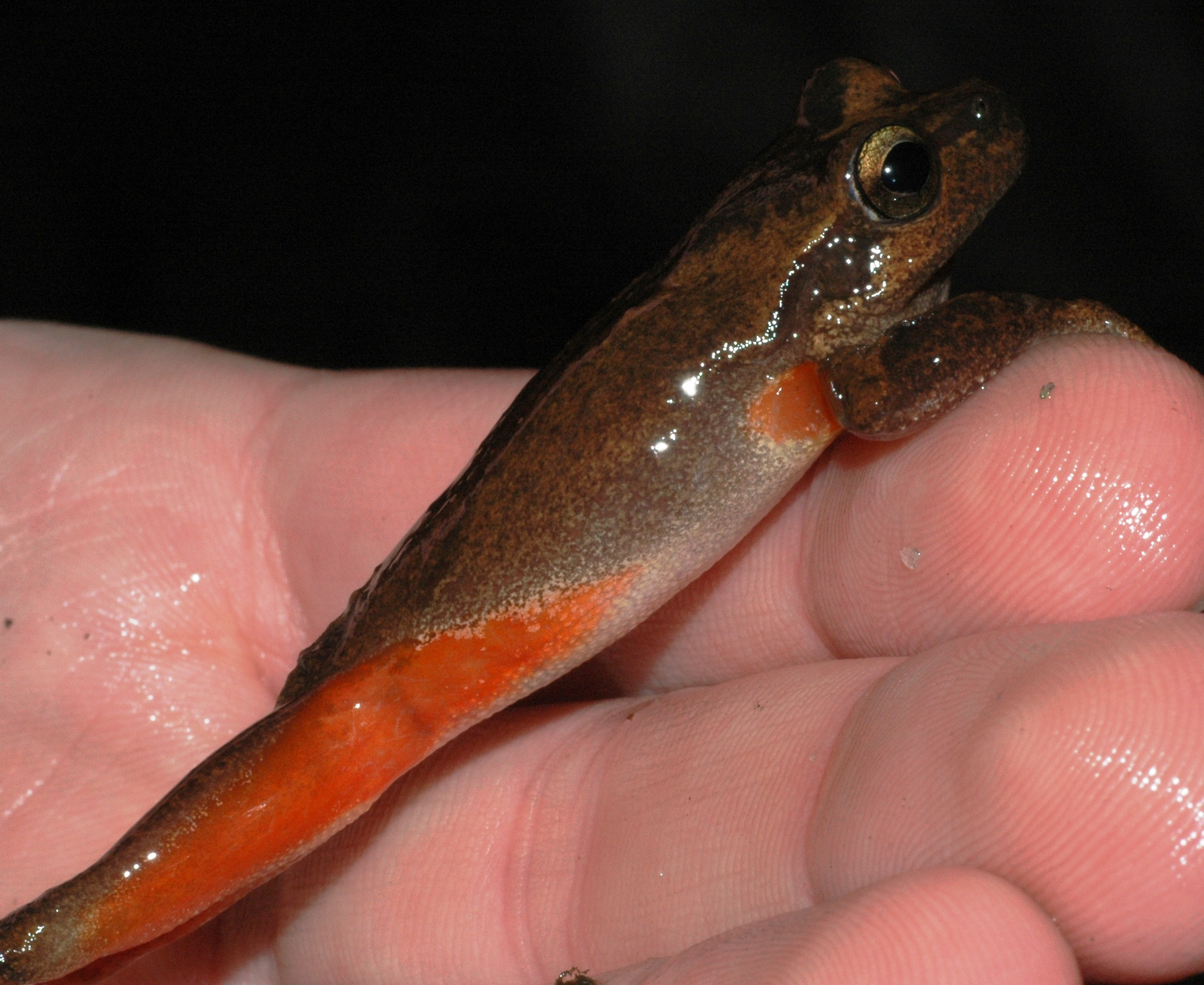
Aisselle et cuisse orange chez Litoria littlejohni.

Son dos est de couleur brune ou gris-brun avec de nombreuses taches plus sombres et souvent une traînée noire. Le ventre est crème, l'iris est jaune, l'aisselle et la cuisse sont orange, ce qui permet de la distinguer de Litoria jervisiensis.
Il est difficile à rencontrer car sa population est assez faible, mais reste apparemment stable.

## Étymologie
Cette espèce est nommée en l'honneur de Murray John Littlejohn (d) (1932-).

## Publication originale
- (en) White, Whitford & Mahony, 1994 : « A new species of Litoria (Anura: Hylidae) from eastern Australia ». Proceedings of the Linnean Society of New South Wales, vol. 114, no 1, p. 3-10 (lire en ligne).